# Vestreskorve Glacier
Vestreskorve Glacier är en glaciär i Antarktis. Den ligger i Östantarktis. Norge gör anspråk på området. Vestreskorve Glacier ligger 1 969 meter över havet.
Terrängen runt Vestreskorve Glacier är huvudsakligen kuperad, men åt nordväst är den platt. Trakten är obefolkad. Det finns inga samhällen i närheten. 